# Kardanaxel

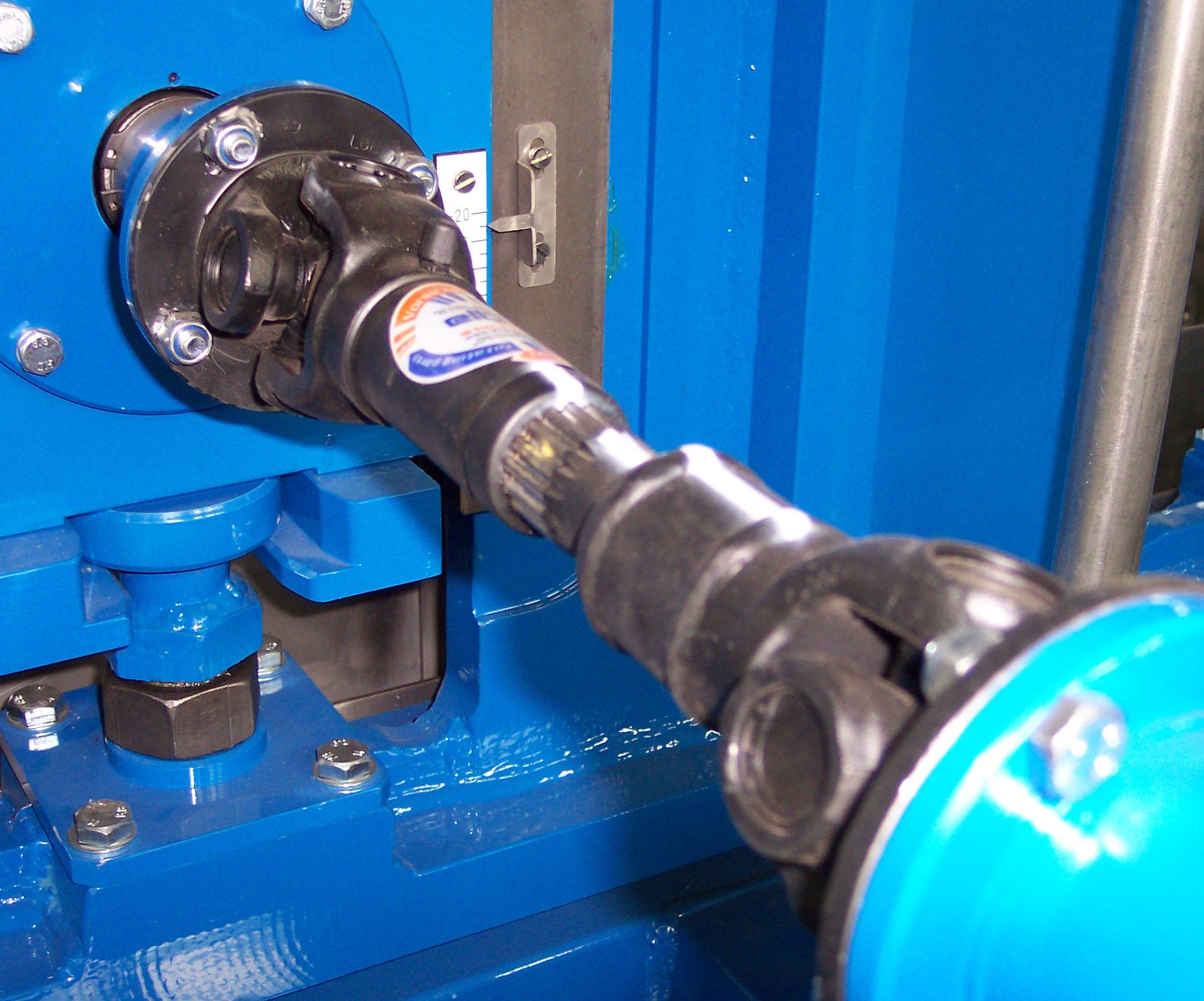
Kardanaxel

Animering av kardanaxel med konstant varvtal.

Kardanaxel, en drivaxel som överför motorkraften via växellådan till bakaxeln. Kardanaxlar förekommer i bilar som har bak- eller fyrhjulsdrift och motorn placerad fram, men också i diverse redskap som hängs baktill på en traktor. Även vissa motorcyklar har kardandrift. 
Kardanaxeln är uppkallad efter den italienske matematikern, läkaren och astrologen Geronimo eller Girolamo Cardano (1501-1576), som uppfann den kardanska upphängningen. Den innebär att ett upphängt föremål bibehåller sin position oberoende av fästets rörelser. Därur kommer begreppen kardanbroms, kardanknut, kardanolja och kardanrör.